# 国際義肢装具協会
国際義肢装具協会（こくさいぎしそうぐきょうかい）は非政府組織として、1970年にデンマークのコペンハーゲンに設立された。正式名称はThe International Society for Prosthetics and Orthotics（略称 ISPO）。ISPOは、義肢装具による治療、リハビリテーション工学、車いすなどの移乗器具などの関連領域の提供に関連する科学と、その実践に寄与している。2010年に本部はベルギーのブリュッセルに移転した。各国の支部を持ち、日本支部は神戸医療福祉専門学校三田校内に設置されている。

## 概要
国際義肢装具協会（ISPO）は、義肢、装具、リハビリテーション工学とその関連領域における他職種連携による組織である。1970年にデンマークのコペンハーゲンにおいて、外科医、義肢装具士、理学療法士、作業療法士、エンジニアのグループによって、神経筋、骨疾患の全ての患者の治療を促進するために設立された。
ISPOは、国連経済社会理事会の特殊諮問資格を持った非政府組織（NGO）であり、世界保健機構（WHO）とは公的関係にある。85カ国3003名の会員を有している。5名以上の会員を持つ国、地域は協力して、その国を代表する支部（NMS）を設立することができ、支部は40カ国に設立されている。支部を設立することにより、各国は協会の運営機構へ代表として参加し、発言することが出来る。日本支部は世界に2番目に会員数の多い支部として、国際舞台での活躍が強く期待されている。

## 会の目的
会則に掲げる会の目的は以下の通り。
1. 義肢装具の関連事業において、その団体に対してのガイダンスやコーディネイトの実施。資源の最適な利用の探求を行う国際的なアドバイザリー組織としての役割を遂行する。
2. 機関誌の発行、セミナー、教育コース、会議の企画により情報交換の媒介としての役割を遂行する。
3. 研究、開発そして教育活動を促進し指導する。
4. 義肢装具関連職種の教育、訓練活動に対して奨励し、援助し、関連する。
5. 患者の治療のために義肢装具の果たすべき責任への活動を援助し、指導する。
6. 適切な国際基準を確立するなどの方法により、高いレベルの画一的な治療を促進するための計画を実行する。

## 会員のメリット
会員となることで、同様の活動や興味を持つメンバーと専門職としての関与や連携を取ることが出来る。また、専門分野の様々な側面（研究、教育、サービス）でのベストプラクティスの情報を得て、発信することも可能となる。その中で最も重要なのは、個々の会員が国内外で義肢装具に関連する分野において、将来を方向づける最適な機会を得られることである。
5人以上の会員がいる国や地域では、共同して支部を設立することができ、会員はISPOの全てのイベントに会員価格で参加できる。途上国の会員や学生会員は、会費や登録費の割引を受けることができる。 全ての会員には、義肢装具の分野で第1級のジャーナルである機関誌“Prosthetics and Orthotics International”が配布される。

## 最近のISPO 本部の活動
2009年度国際委員会 President Repartより
＜http://www.ispo.ws/より視聴可能＞
この3年間でISPOは順調に拡大しており、会員数は3,000人を超え、支部数は40を超えた。特に活動の中心がヨーロッパから南米、アジアへと拡大しており、より国際的な活動を行うようになってきている。会の活動にインターネットなどのITの導入が進んでおり、役員会や各委員会の活動を遠隔会議によって行うようになり、またその議事録は速やかに本部HP＜上記＞より、ダウンロードできるようになった。機関誌や各種出版物もHPで会員が閲覧できるように勧められている。また、コンセンサスカンファレンス（2009年は脳性マヒ）やショートプログラムもHP上での公開が行われる予定である。
教育委員会による義肢装具教育プログラムのカテゴリー認定は、途上国でのCATⅡ（3年制）を中心に進められてきたが、現在ではCAT1（4年制）へのリクエストが先進国より多く寄せられており、CAT1の認定も積極的に行っている。
2010年5月には、ドイツ・ライプツィヒでの世界会議が予定されている。義肢装具業界での国際見本市として知られているオーソペディ・リハテクニックとの初めての開催でもある。

## 日本支部の独自の活動
ISPO 日本支部の独自の活動としては、国際会議へのサポート体制を充実させている。義肢装具学会や義肢装具士協会の学術大会時には無償ブースを提供して頂き、国際大会の告知を積極的に行った。2006年にはカナダ大会の大会長 Dr.Eduard Lamire、2009年にはドイツ大会の代表としてISPOオーストリア支部会長のDr,Franz Landauerを招致し、講演とともに国際会議の宣伝を行った。オフィシャルツアーの指定や協力も行っており、ツアー会社の協力により事前登録代行、現地登録受付での日本支部専用デスクの設置など会員へのサポートも実施している。
東南アジアへの国際援助として、アジア国際支援基金を設置している。2008～2010の3カ年計画では、カンボジア、ラオス、スリランカの3カ国より15名のISPO会員登録の支援を行っており、この中から1名の2010年国際会議ドイツ大会への参加と演題発表を支援する予定である。
アジア近隣の先進国のISPO支部（香港、韓国）などのネットワークの構築も進んできており、幕張、香港、ソウルと続けて来たアジア義肢装具学術会議をISPOの地域カンファレンスと位置づけ、各支部のサポートを続けて行くことが議論されている。2009年8月にはAPOM2009香港大会が開催され、日本支部もグループ登録や告知活動の積極的な応援を行っている。今後このネットワークに中国、台湾、タイなども加入してくることが期待されている。
メンバーの協力により本部機関誌であるProsthetic Orthotic Internationalの和文要旨の発行も好評であり、今後支部HPでの公開なども検討しており、本部編集委員会よりの正式な公認やサポートの議論も行われている。

## 今後の展望
IT革新によって世界がより身近に感じられるようになった現在、国際交流・国際協力・国際貢献は、義肢装具業界に限らずますます積極的に行われていくはずであり、容易になっていくことは間違いない。日本の義肢装具士にとって語学の壁が大変高いと思われるが、国際交流により得られる経験や技術は大変貴重なものである。また、今後は国際的な評価を得られるものでないと、真に高い評価を得ることは難しいだろう。より多くの日本の義肢装具の研究者が、世界の義肢装具に関する活動に興味を持ち、ISPOの会員となることによって、その国際ネットワークを最大限に活用し、各々の世界への扉を開いてゆくことが期待されている。